# Virginia Slims Championships 1983
Virginia Slims Championships 1983 — тенісний турнір, що відбувся на закритих кортах з килимовим покриттям у Медісон-сквер-гарден у Нью-Йорку (США). Це був 12-й завершальний турнір сезону. Належав до Світової чемпіонської серії Вірджинії Слімс 1983. Тривав з 14 до 20 березня 1983 року. Перша сіяна Мартіна Навратілова здобула титул в одиночному розряді й отримала 80 тис. доларів.

## Фінальна частина

### Одиночний розряд
Мартіна Навратілова —  Кріс Еверт-Ллойд, 6–2, 6–0
- Для Навратілової це був 9-й титул за сезон і 156-й — за кар'єру.

### Парний розряд
Мартіна Навратілова /  Пем Шрайвер —  Клаудія Коде-Кільш /  Ева Пфафф, 7–5, 6–2
- Для Навратілової це був 10-й титул за сезон і 157-й — за кар'єру. Для Шрайвер це був 5-й титул за сезон і 39-й — за кар'єру.